# 969 (číslo)
Devět set šedesát devět je přirozené číslo. Římskými číslicemi se zapisuje CMLXIX a řeckými číslicemi ϡξθ´. Následuje po čísle devět set šedesát osm a předchází číslu devět set sedmdesát.

## Matematika
969 je:
- Devítiúhelníkové číslo
- Čtyřstěnové číslo
- Deficientní číslo
- Složené číslo
- Nešťastné číslo

## Astronomie
- (969) Leocadia je planetka hlavního pásu, kterou objevil v roce 1921 Sergej Ivanovič Beljavskij
- NGC 969 je čočková galaxie v souhvězdí Trojúhelníku

## Ostatní
- +969 je mezinárodní telefonní předvolba Pákistánu

## Roky
- 969
- 969 př. n. l.